# Полтава (локомотивное депо)
Локомотивное депо Полтава — структурное подразделение службы локомотивного хозяйства Южной железной дороги. Депо находится в Полтаве вблизи станции Полтава-Южная.

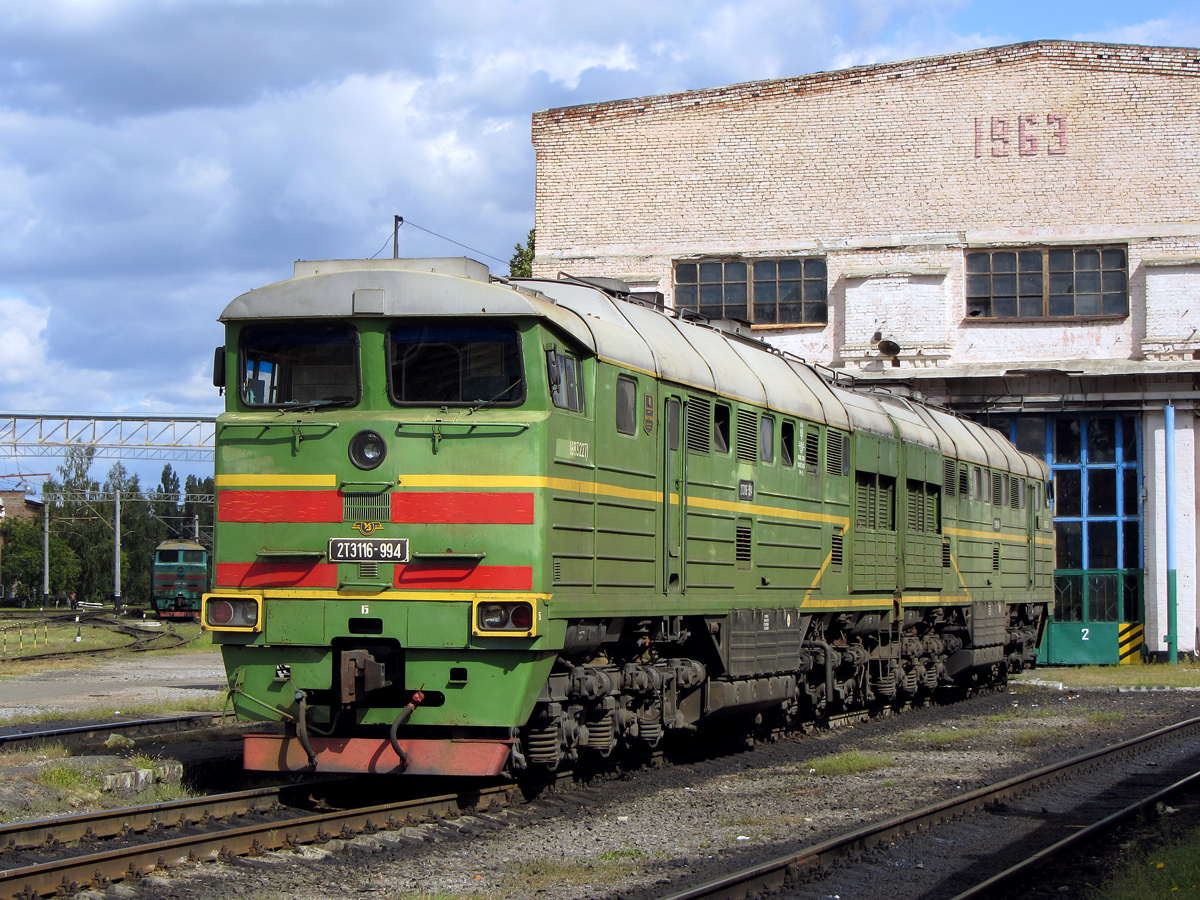
Тепловоз 2ТЭ116-994 в депо Полтава

Датой основания локомотивного депо считается 1870 год — год открытия движения по железнодорожной линии Кременчуг — Полтава. На станции Полтава были построены два производственных цеха: небольшой каменный на 9 паровозов и деревянный на 8 паровозов. В 1871 году цеха вошли в состав паровозоремонтный мастерских, которые впоследствии стали Полтавским паровозоремонтный заводом, а локомотивное депо было перенесено чуть севернее в сторону Харькова.
В начале XX века здесь эксплуатировались паровозы серии Б. Перед Второй мировой войной в депо Полтава эксплуатировались пассажирские, товарные и маневровые паровозы серий М, Е, СО17, ФД, С. В послевоенные годы здесь была внедрена тепловозная тяга. В 1961 году в депо поступили первые тепловозы ТЭП10Л, маневровые ТГМ3. Первая поездка состоялась в январе 1961 года на тепловозе ТЭ3-459. В 1970-е поступали пассажирские тепловозы ТЭП10 и грузовые 2ТЭ10Л. Позднее депо эксплуатировало тепловозы серий ТЭП60, ТЭП70, 2ТЭ116, ЧМЭ3, дизель-поезда ДР1П.
В 80-е гг. тепловозы ТЭ3 и 2ТЭ10Л заменяются на 2ТЭ116, ТЭП10 ставятся в запас и идут на списание. Дизель-поезда ДР1П заменяют новыми ДР1А. Построен цех для выполнения технического обслуживания и ремонта дизель-поездов, пункт технического обслуживания локомотивов (1981 г.). В те же годы в депо поступают новые пассажирские тепловозы ТЭП70. При этом тепловозы ТЭП60 еще использовались в поездной работе. В 2002 году последний из тепловозов ТЭП60 депо Полтава был списан.

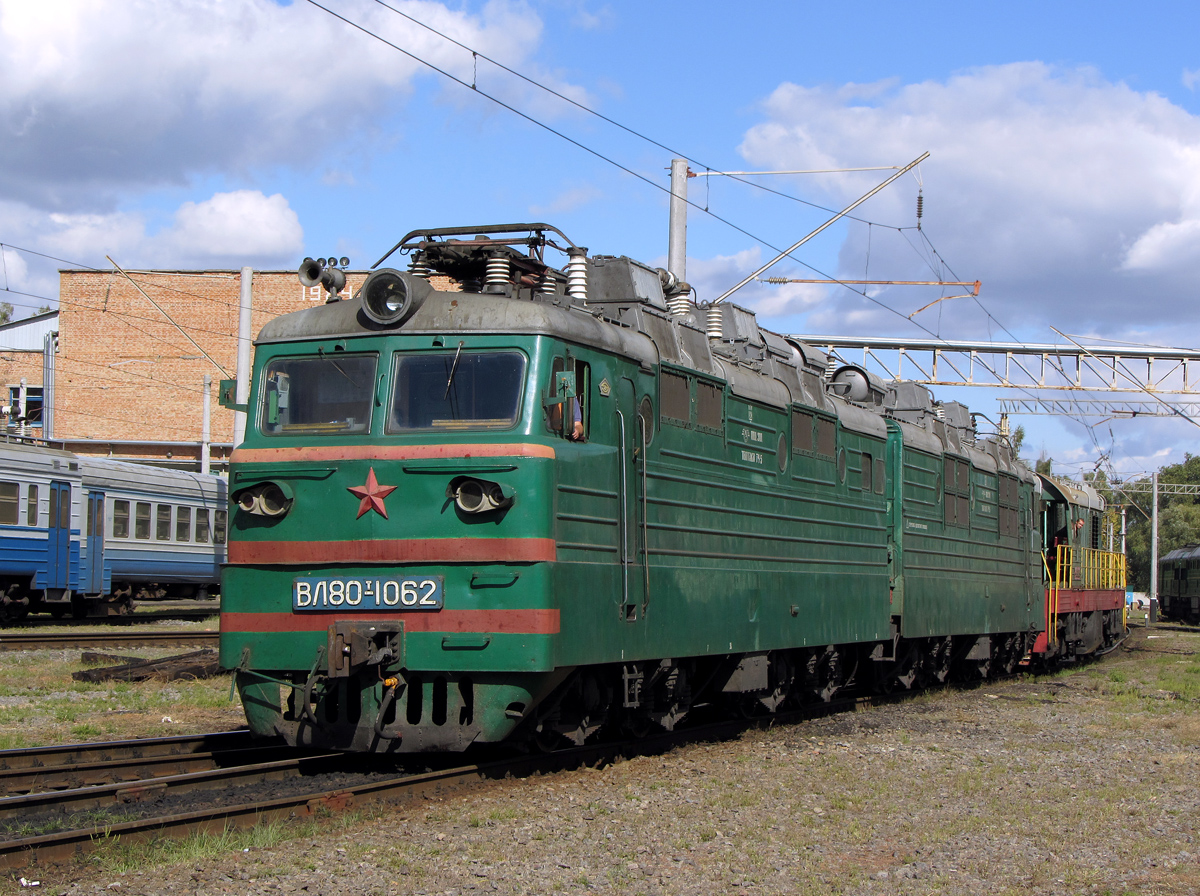
C 2009 года в депо поступают электровозы ВЛ80К и ВЛ80Т

Депо производит техническое обслуживание тепловоз из других депо Южной железной дороги. После электрификации станции Полтава железной освоено обслуживания электропоездов переменного тока ЭР9,ЭПЛ9. В депо осуществляют капитальный ремонт дизель-поездов ДР1А, выполняют текущий ремонт тепловозов 2ТЭ116, ТЭП70 и ЧМЭ3, а также обслуживают и ремонтируют ТЭМ2, ТГМ4, ТГМ40, работающих на промышленных предприятиях Полтавы.
В 2005 году в депо была освоена эксплуатация рельсовых автобусов 620М. В 2006 г. локомотивные бригады депо Полтава начинают осваивать электроподвижной состав переменного тока приписки других депо. В марте 2007 года из службы локомотивного хозяйства ЮЖД выделяют в отдельное подразделение службу пригродных пассажирских перевозок. В связи с этим депо Полтава было разделено на локомотивное и моторвагонное. Последнее получило код РПЧ-2 и разместилось в здании цеха дизель-поездов.
В августе 2008 г. была завершена электрификация ст. Полтава-Южная. Электрифицированы и пути локомотивного депо: развернутая длина контактной сети ТЧ-5 составила около 9 км, установлено 250 опор. Работнаками депо освоено техническое обслуживание электровозов переменного тока ВЛ80К, ВЛ80Т, ЧС4, ЧС8, ДС3, электровозов двойного питания ВЛ82М.
В мае 2009 года в локомотивном депо Полтава появился первый электровоз собственной приписки: ВЛ80Т-1030 , который был передан в Полтаву из депо Знаменка Одесской железной дороги. В мае — июне в депо поступили еще четыре машины из Знаменки: ВЛ80Т №№ 1058, 1061, 1062, 1073. Освоен текущий ремонт электровозов ВЛ80Т в объеме ТР-2.
В 2014 г. в депо введен в эксплуатацию универсальный винтовой электроскатоподъемник ЭСПЛ-30КС, что позволило существенно усовершенствовать процесс текущего ремонта локомотивов.